# سوئیس بانک
سوئیس بانک (انگلیسی: Swiss Bank) شرکت خدمات مالی سوئیسی است، که در سال ۱۸۵۴ تأسیس شد و هم‌اکنون زیرمجموعه‌ای از بانک یوبی‌اس می‌باشد.